# Pelina latiforma
Pelina latiforma är en tvåvingeart som beskrevs av Clausen 1973. Pelina latiforma ingår i släktet Pelina och familjen vattenflugor. Inga underarter finns listade i Catalogue of Life.